# Maïco
Maicowerk AG était une entreprise fondée en 1926 par les frères Otto et Wilhelm Maisch à la suite de l'assemblage de deux moteurs de course de 98 et 123 cm3.
Après la Seconde Guerre mondiale, ce fabricant de motos d'Allemagne de l'Ouest a commencé à produire ses propres unités de construction de moteurs deux temps, la vente de moteurs et de motos complètes. Maïco (prononcé MY-CO, similaire à « Kaiser ») a fait une brève incursion dans le domaine de l'automobile avec sa propre ligne de voiturettes dans les années 1950. Maïco a également fait des moteurs de kart Go.
Les motos routières ont été nommées d'après les vents : Blizzard, Typhoon…, mais la compagnie était mieux connue pour sa fabrication de machines de motocross et d'enduro, ainsi que pour son « scooter Maicoletta », tous deux vendus en plus grand nombre que les motos routières.
Alors qu'à la fin des années 1960 le marché de la moto en tant que véhicule utilitaire décline, Maïco réussit à survivre sur un marché de niche : les motos destinées à la compétition en tout-terrain (motocross, enduro). La firme fournira aussi des motos tout-terrain appréciées des forces armées allemandes et étrangères. À partir du milieu des années 1980, des erreurs de gestion conduisent à une série de faillites et de reprises.
Les motos de motocross Maïco ont longtemps été parmi les plus performantes des machines de « compétition client » en vente sur le marché, en partie grâce à leurs moteurs deux temps très performants mais aussi grâce à leurs suspensions à long débattement. La fourche avant en particulier avait des tubes plongeurs qui pouvaient descendre au-delà de l'axe de roue (déporté en avant du fourreau). Ce système fut exploité sous licence par BMW pour ses machines routières des années 1970, les motos séries 5 et 6 comme la R 75/5, la R 80 G/S ou la très rapide R 90 S.

## Produits

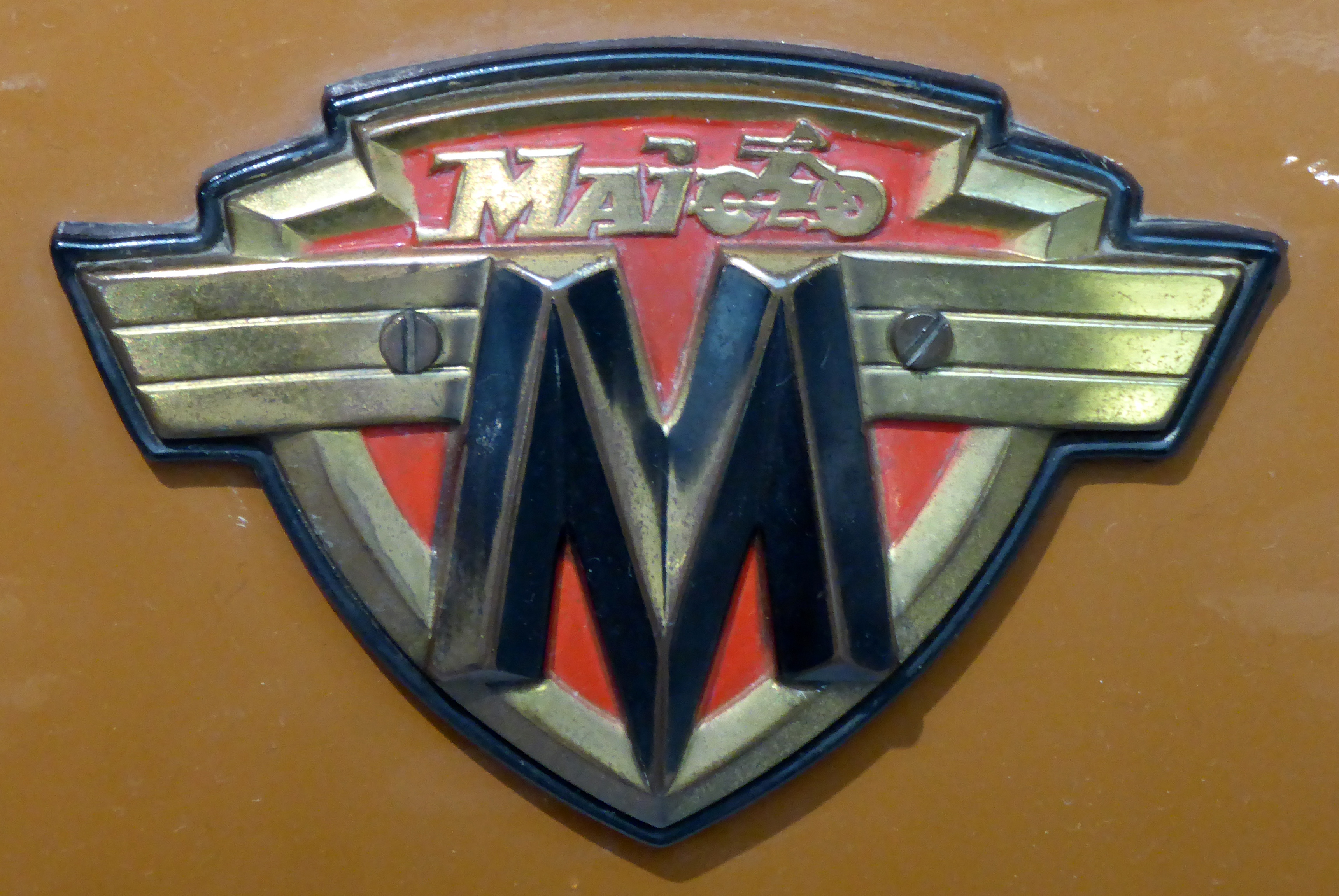
Emblème.
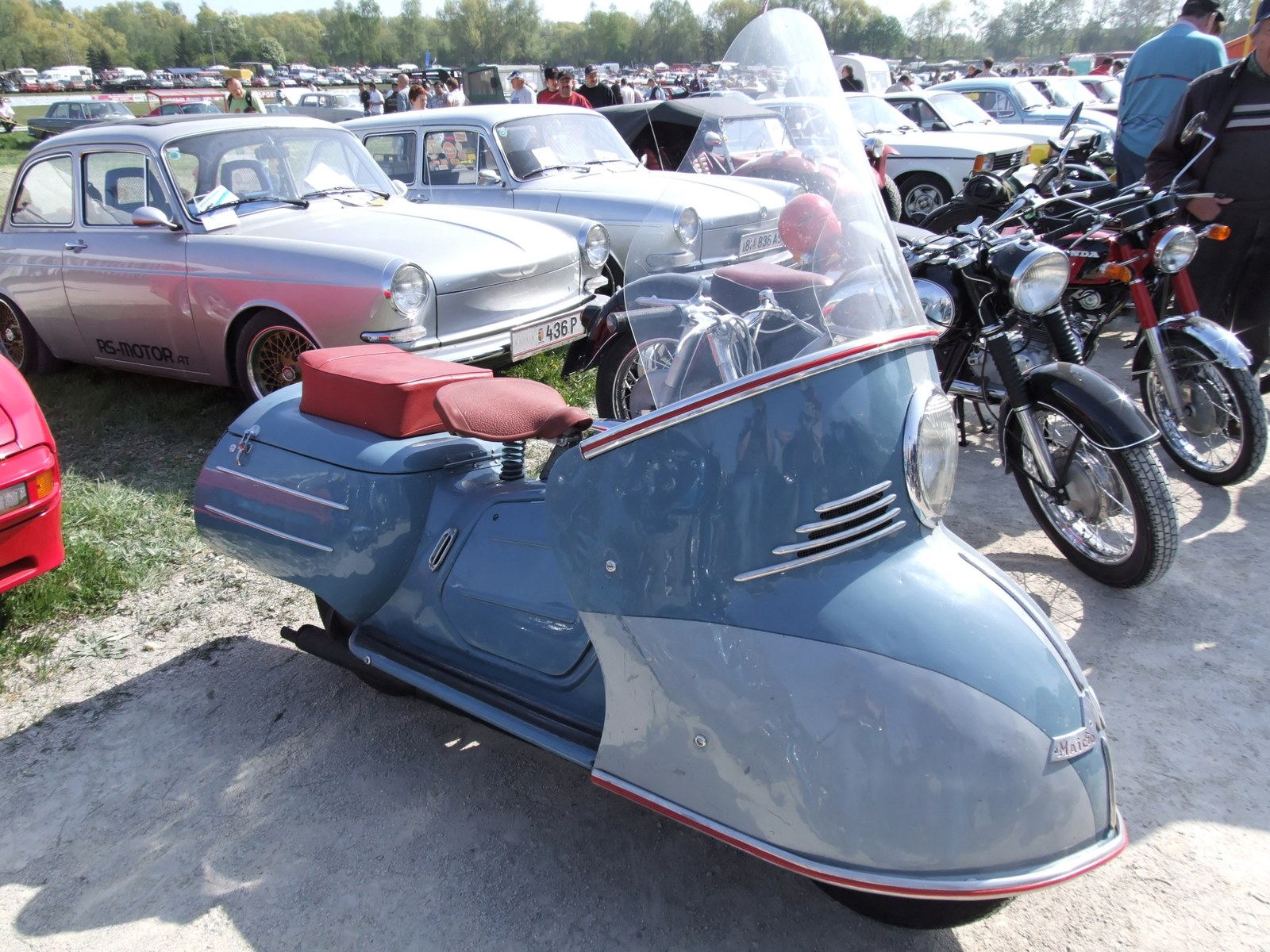
Maïco mobil.
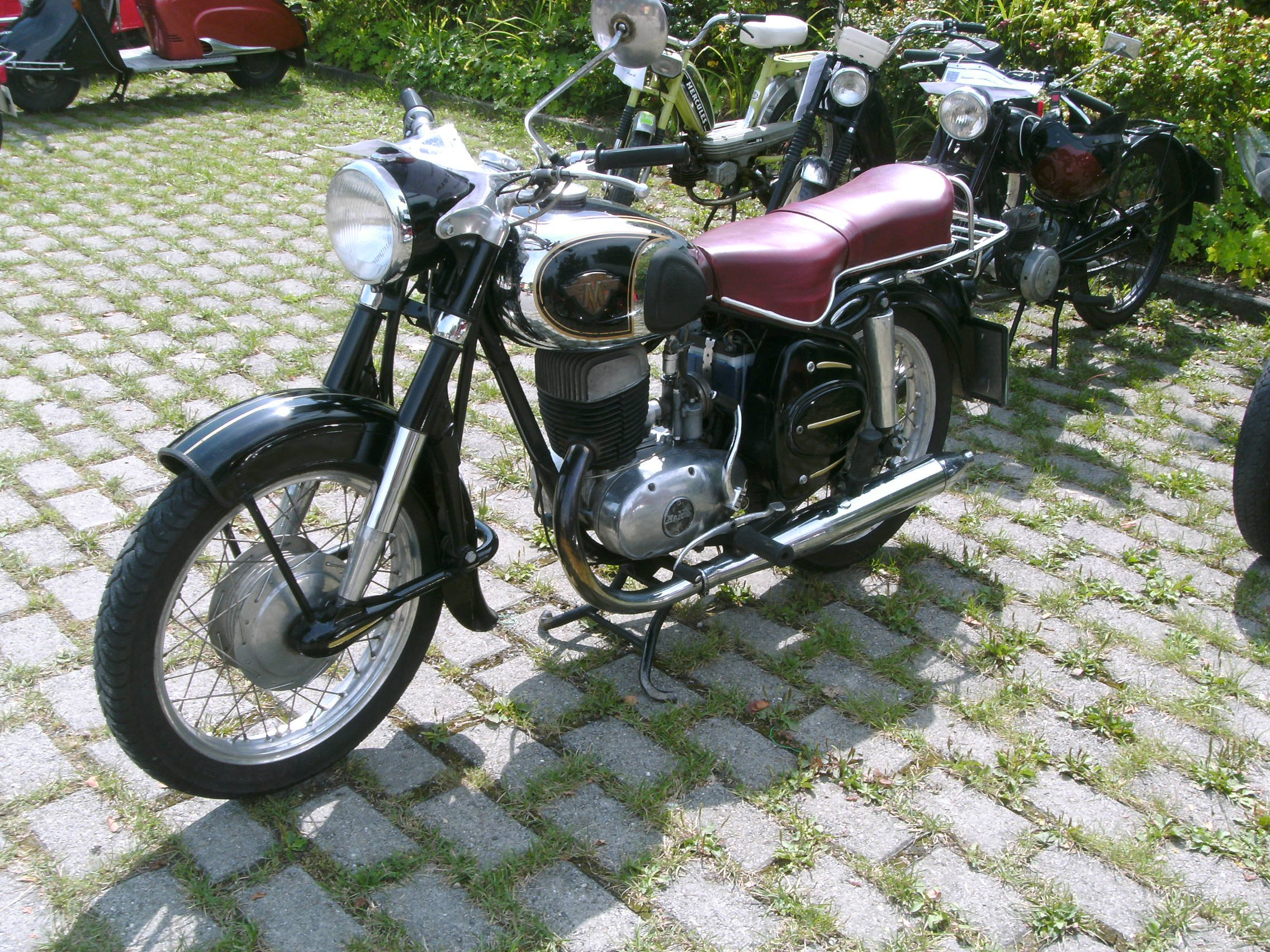
Maïco Blizzard.

## Sources
- (en) Mick Walker, Mick Walker's German Racing Motorcycles, Redline Books, 1999 (lire en ligne), p. 120-125.
- (en) Pat Hahn, Classic Motorcycles: The Art of Speed, Motorbooks, 2016 (lire en ligne), p. 176-179.